# Mocidade Unida do Jardim Santa Rosa
O Grêmio Recreativo Escola de Samba Mocidade Unida do Jardim Santa Rosa é uma escola de samba da cidade de Paranaguá, no estado brasileiro do Paraná.
Em 2011, foi vice-campeã, perdendo por uma pequena diferença para a heptacampeã São Vicente.

## Carnavais
| Ano  | Colocação   | Grupo    | Enredo                                                        | Carnavalesco          | Ref.  |
| ---- | ----------- | -------- | ------------------------------------------------------------- | --------------------- | ----- |
| 2010 | 3º lugar    | Especial | Ouro Negro - O petróleo tem de ser nosso.                     | Bete, Xinho e Tenile  |       |
| 2011 | Vice-campeã | Especial | A saga de um povo – 120 anos da imigração ucraniana no Brasil | Bete, Xinho e Tenile. | [ 3 ] |
| 2014 | Campeã      | Acesso   |                                                               |                       | [ 4 ] |